# Lobotes
Lobotes är ett släkte av fiskar. Lobotes ingår i familjen Lobotidae.
Dessa fiskar förekommer främst i tropiska havsområden. Deras maximallängd är 100 cm. Den mjuka delen av ryggfenan samt analfenan är långsträckta och avrundade på baksidan. Det kan misstolkas som tre stjärtfenor (svansar).
Lobotes är enda släktet i familjen Lobotidae.
Arter enligt Catalogue of Life:
- Lobotes pacificus
- Lobotes surinamensis